# 斯托爾斯 (康乃狄克州)
斯托爾斯（英語：Storrs）是位於美國康乃狄克州托蘭縣的一個人口普查指定地區。

## 地理
斯托爾斯的座標為41°48′30″N 72°14′58″W / 41.80833°N 72.24944°W，而該地最高點為海拔高度202米（即663英尺）。

## 人口
根據2010年美國人口普查的數據，斯托爾斯的面積為5.70平方千米，當中陸地面積為5.66平方千米，而水域面積為0.04平方千米。當地共有人口15344人，而人口密度為每平方千米2,691人。